# 樊維屏
樊維屏，中國清朝官員，山西蒲州人。
康熙二十五年（1686年），樊維屏擔任台灣府諸羅縣知縣，掌管台南以北的台灣政事，涵蓋今嘉義、彰化、台中、甚至台北等地政事。他最大事蹟是於新港、麻豆、目加溜灣、蕭壟四社設置官學，並教育平埔族子弟漢文。二十七年（1688年），他因故遭彈劾革職。